# Prix Iris-Hommage
Le prix Iris-Hommage est une récompense spéciale décerné chaque année lors du Gala Québec Cinéma depuis 1999 afin de souligner la carrière et les accomplissements d'un artiste au sein du cinéma québécois.
Jusqu'en 2016, le prix était connu sous le nom de Jutra-Hommage, présenté dans le cadre de la soirée des prix Jutra. Il a été renommé prix Iris-Hommage aux côtés de l'ensemble du programme prix Iris lorsque Québec Cinéma a retiré le nom du réalisateur Claude Jutra de son programme de récompenses en 2016. Le nom du prix Iris a été annoncé en octobre 2016.

## Palmarès
Source : Québec Cinéma

### Années 1990
- 1999: Marcel Sabourin

### Années 2000
- 2000: Frédéric Back
- 2001: Gilles Carle
- 2002: Anne Claire Poirier
- 2003: Rock Demers
- 2004: Richard Grégoire
- 2005: Michel Brault
- 2006: Denise Filiatrault
- 2007: Pierre Curzi
- 2008: Jean-Claude Labrecque
- 2009: Fernand Dansereau

### Années 2010
- 2010: René Malo
- 2011: Jean Lapointe
- 2012: Paule Baillargeon
- 2013: Michel Côté
- 2014: Micheline Lanctôt
- 2015: André Melançon
- 2016: François Dompierre
- 2017: Lyse Lafontaine (en)
- 2018: André Forcier
- 2019: Pierre Mignot

### Années 2020
- 2020 : Alanis Obomsawin[5]
- 2021 : Association coopérative de productions audio-visuelles (ACPAV)[6]
- 2022 : Louise Portal
- 2023 : Rémy Girard
- 2024 : Denis Villeneuve